# Habronyx australasiae
Habronyx australasiae là một loài tò vò trong họ Ichneumonidae.